# Campeonato Sudamericano de Voleibol Femenino de 1951
El I Campeonato Sudamericano de Voleibol 1951 se realizó en Río de Janeiro, Brasil del 15 de noviembre al 22 de noviembre de 1951. En su primera edición cuatro selecciones participaron en el torneo: Brasil (local), Argentina, Perú y Uruguay. 
El campeón fue Brasil, al derrotar por 2-0 a Argentina en la última fecha. La particularidad de la competencia fue que los partidos se jugaron a dos sets.

## Clasificación final
| Pos | Equipo    |
| --- | --------- |
| 1   | Brasil    |
| 2   | Uruguay   |
| 3   | Perú      |
| 4   | Argentina |